# 熱血!!コロコロ伝説
『熱血!!コロコロ伝説』（ねっけつ!!コロコロでんせつ Legend of COROCORO）は、2007年5月に創刊した小学館発行の漫画雑誌（書籍扱い）である。キャッチコピーは「大人のコロコロ」。毎月25日発売で、第10号（Vol.10）まで刊行された。

## 概要
『コロコロコミック』創刊30周年特別企画として、1977年 - 1996年に『月刊コロコロコミック』『別冊コロコロコミック』『コロコロコミック増刊号』に掲載されていた連載漫画、読み切り漫画の一部が作品解説付きで再掲載され、作者インタビュー付きの書き下ろし漫画も毎号一本掲載された。文庫本サイズの復刻版のコミックスなどの付録が付属する。復刻版コミックスでは『新オバケのQ太郎』などの2007年当時には絶版となっていた作品も登場する。
1号あたり2年分の歴史を扱っている。第1号と第6号は創刊記念として同時発売され、その後は2,7,3,8,4,9,5,10といった順番で新旧のナンバーを交互に刊行していった。年代分けは必ずしも厳密なものではなく、長期連載などで連載期間が年代分けを跨いでいる作品の場合は、その号が扱うべき年代とは異なる年代に描かれた回が収録されることがあり、毎号の特集ページも2007年までを含めたコロコロの歴史全体を取り上げる構成となっている。
収録作品以外の連載・掲載作品についても、カットと簡単な解説付でほぼ全てリスト収録されている。
当時の読者コーナーに寄せられたハガキを再掲載している箇所も存在するが、投稿者の名前はイニシャル表記となっている。
価格は税込み1,000円で、刊行当時のコロコロ本誌の約2倍という少々高めの設定となっていた。
また、事実上の後続雑誌として2014年から2021年にコロコロアニキが刊行された。

## 掲載作品

### Vol.1（1977年 - 1978年）
2007年5月25日（金曜日）発売
- ドラえもん（藤子・F・不二雄）
- 藤子不二雄物語 ハムサラダくん（吉田忠）
- いなかっぺ大将（川崎のぼる）
- リトル巨人くん（内山まもる）
- ゴリポン君（キド・タモツ）
- みきおとミキオ（藤子・F・不二雄）
- バケルくん（藤子・F・不二雄）
- ドラえもん百科（方倉陽二）
- ザ・ウルトラマン（内山まもる）
- ウルトラ兄弟物語（かたおか徹治）
- がんばれ!ドンベ（はしもとみつお）
- 日本動物記（飯森広一）
- フランケンフラ子ちゃん（宮のぶなお）
- どんまい（六田登）
- 王選手756号への道（細井雄二）
- 書き下ろし
  - がんばれ!熱血少年団2007（ながいのりあき）
- 熱血!!コロコロ探偵団
  - 野球まんが大特集!!
- 付録コミックス
  - 新オバケのQ太郎（藤子・F・不二雄）
  - がんばれ!ドンベ（はしもとみつお）
- 特別付録
  - コロコロ創刊号メタルストラップ[4]

### Vol.2（1979年 - 1980年）
2007年6月25日（月曜日）発売
- ゲームセンターあらし（すがやみつる）
- あさりちゃん（室山まゆみ）
- 金メダルマン（勝木一嘉）
- アカンベー（方倉陽二）
- ザ・ゴリラ（坂丘のぼる）
- おじゃまユーレイくん（よしかわ進）
- ケンカばんばん（のむらしんぼ）
- 名たんていカゲマン（山根あおおに）
- 飛んでけ!エアロ（たなかてつお）
- 怪奇!口裂け女（細井雄二）
- ドラえもん（藤子・F・不二雄）
- 新オバケのQ太郎（藤子・F・不二雄）
- パーマン（藤子・F・不二雄）
- ドラ・Q・パーマン（藤子・F・不二雄、しのだひでお）
- ミラ・クル・1（藤子・F・不二雄）
- 書き下ろし
  - コミック超伝説・コロコロ執筆突撃隊（たかや健二）
- 熱血!!コロコロ探偵団
  - 刑事・探偵まんが大特集!!
- 付録コミックス
  - ゲームセンターあらし（すがやみつる）
  - 金メダルマン（勝木一嘉）

### Vol.3（1981年 - 1982年）
2007年8月25日（土曜日）発売
- 怪物くん（藤子不二雄A）
- 忍者ハットリくん（藤子不二雄A）
- とどろけ!一番（のむらしんぼ）
- 釣りバカ大将（桜多吾作）
- 超人キンタマン（立石佳太）
- ロボッ太くん（とりいかずよし）
- 花の菊千代（赤塚不二夫）
- ムツゴロウが征く（原作：畑正憲、作画：川崎のぼる）
- 迷犬タマ公（田中道明）
- 愛ラブ先生（ぜんきよし）
- ガラクタぼん（方倉陽二）
- タムイ・シンマ（はちのやすひこ）
- あばれ!隼（原作：古沢一誠、作画：峰岸とおる）
- ドラえもん（藤子・F・不二雄）
- 21エモン（藤子・F・不二雄）
- 書き下ろし
  - いい歳してッ!!（とりいかずよし）
- 熱血!!コロコロ探偵団
  - ウンコチンコ大特集!!
- 付録コミックス
  - 怪物くん（藤子不二雄A）
  - とどろけ!一番（のむらしんぼ）

### Vol.4（1983年 - 1984年）
2007年10月25日（木曜日）発売。ラジコンボーイ復刻版に記載されているラジコン知識には単行本発売当時とその後とで変化した箇所があるため補足が加えられている。
- ラジコンボーイ（大林かおる）
- ゼロヨンQ太（池田淳一）
- ラジコンボーイ対ゼロヨンQ太（大林かおる、池田淳一）
- ゲームセンターあらし対マイコン電児ラン（すがやみつる）
- ぐゎんばる殿下（田中道明）
- あほ拳ジャッキー（ぜんきよし）
- 3D甲子園 プラコン大作（たかや健二）
- プラモ天才エスパー太郎（斉藤栄一）
- 男トラゴロウ（のむらしんぼ）
- ひまで署オマワリくん（はちのやすひこ）
- ドラゴン拳（小林たつよし）
- かあちゃん（とりいかずよし）
- おじゃまチョロスケ（ひきの真二）
- ローラーポリス太陽刑事（原作：古沢一誠、作画：ほしの竜一）
- ドラえもん（藤子・F・不二雄）
- バケルくん（藤子・F・不二雄）
- 宙ポコ（藤子・F・不二雄）
- 書き下ろし
  - おれが“あらし”だ!!（すがやみつる）
- 熱血!!コロコロ探偵団
  - 合体まんが大特集!!
- 付録コミックス
  - ラジコンボーイ（大林かおる）
  - ゼロヨンQ太（池田淳一）

### Vol.5（1985年 - 1986年）
2007年12月25日（火曜日）発売
- がんばれ!キッカーズ（ながいのりあき）
- つるピカハゲ丸（のむらしんぼ）
- ファミコンロッキー（あさいもとゆき）
- 熱血!ファミコン少年団（さいとうはるお）
- ファミコンランナー 高橋名人物語（河合一慶）
- 塾師べんちゃん（ビッグ錠）
- ザ・超能力（あすかあきお）
- ドジラセンセー（永井豪&ダイナミックプロ）
- おじゃまロボット ニンポーマン（玉井たけし）
- 太陽犬ゼロ（Moo.念平）
- がんばれ!コロ助先生（寺島俊雅）
- サッカー伝説（小林たつよし）
- ドラえもん（藤子・F・不二雄）
- プロゴルファー猿（藤子不二雄A）
- まんが道スペシャル（藤子不二雄A）
- 書き下ろし
  - コロコロコミックところがってまんが道30年（藤子不二雄A）
- 熱血!!コロコロ探偵団
  - ゲームまんが大特集!!
- 付録コミックス
  - がんばれ!キッカーズ（ながいのりあき）
  - あまいぞ!男吾（Moo.念平）

### Vol.6（1987年 - 1988年）
2007年5月25日（金曜日）発売
- おぼっちゃまくん（小林よしのり）
- あまいぞ!男吾（Moo.念平）
- ドラえもん（藤子・F・不二雄）
- かっとばせ!キヨハラくん（河合じゅんじ）
- かっとび!童児（たかや健二）
- 魔界ゾンべえ（玉井たけし）
- ビックリマン（竹村よしひこ）
- 少年ビックリマンクラブ（なかのともひこ）
- のんきくん（方倉陽二）
- 熱拳カンフークラブ（魚戸おさむ）
- デミニ500（坂井孝行）
- のほほん先生（はちのやすひこ）
- ぼくらはドラゴン少年団（樫本学ヴ）
- 仮面ライダーブラック（小林たつよし）
- 書き下ろし
  - つるピカハゲ丸2007（のむらしんぼ）
- 熱血!!コロコロ探偵団
  - 学園まんが大特集!!
- 付録コミックス
  - おぼっちゃまくん（小林よしのり）
  - 魔界ゾンべえ（玉井たけし）
- 特別付録
  - おぼっちゃまくん表紙メタルキーホルダー[5]

### Vol.7（1989年 - 1990年）
2007年7月25日（水曜日）発売
- ダッシュ!四駆郎（徳田ザウルス）
- 走れ!前ちゃん（徳田ザウルス）
- 爆走!ダッシュクラブ（樫本学ヴ）
- 燃えろ!!アバンテ兄弟（こしたてつひろ）
- ウルトラ怪獣かっとび!ランド（玉井たけし）
- 救世主ラッキョウ（小林よしのり）
- ロボQ（細野不二彦）
- 突撃!ゲームボーイ（小石諭）
- それゆけ!ゲームボーイ探検隊（立石佳太）
- サイキッド謎丸（河合一慶）
- リトルコップ（小林たつよし）
- ニイハオキョンシーくん（斉藤栄一）
- ふたりの甲子園（むぎわらしんたろう）
- ドラえもん（藤子・F・不二雄）
- ビリ犬なんでも商会（藤子不二雄A）
- 書き下ろし
  - GO!GO!ミニ四ファイター ジャパンカップ感動秘話（おちよしひこ）
- 熱血!!コロコロ探偵団
  - 燃え!萌え!!ヒロイン大特集!!
- 付録コミックス
  - ダッシュ!四駆郎（徳田ザウルス）
  - つるピカハゲ丸（のむらしんぼ）

### Vol.8（1991年 - 1992年）
2007年9月25日（火曜日）発売
- 炎の闘球児 ドッジ弾平（こしたてつひろ）
- いなか王兆作（小林よしのり）
- スーパーマリオくん（沢田ユキオ）
- おれは男だ!くにおくん（穴久保幸作）
- 電脳ボーイ（ながいのりあき）
- 新キテレツ大百科（原作：藤子・F・不二雄、作画：田中道明）
- 江戸っ子ボーイ がってん太助（樫本学ヴ）
- スーパービックリマン（作画：おちよしひこ、シナリオ：窪内裕）
- わーお!ケンちゃん（竹村よしひこ）
- 仮面ライダーSD 疾風伝説（作画：かとうひろし、原作：石ノ森章太郎）
- チエばーちゃんの知恵ブクロ（橋口隆志）
- グルメじーちゃんの料理ジマン（橋口隆志）
- わんわんパラダイス（上田悦）
- きょうふの学校（小石さとし）
- ドラえもん（藤子・F・不二雄）
- 熱血!!アンコール
  - おぼっちゃまくん（小林よしのり）
  - 激突爆笑リーグ（河合じゅんじ、のむらしんぼ、玉井たけし）
  - 世にもおばけな物語（立石佳太）
  - ガンバ!りゅーすけ先生（玉井たけし）
  - あまいぞ!男吾 完結編（Moo.念平）
- 書き下ろし
  - いなかっぺ大将2007（川崎のぼる）
- 熱血!!コロコロ探偵団
  - スポーツまんが大特集!!
- 付録コミックス
  - 炎の闘球児 ドッジ弾平（こしたてつひろ）
  - ストII爆笑!!4コマギャグ外伝（橋口隆志）

### Vol.9（1993年 - 1994年）
2007年11月25日（日曜日）発売
- 嵐のJボーイ ぶっとび闘人（樫本学ヴ）
- バーコードファイター（小野敏洋）
- やったね!ラモズくん（樫本学ヴ）
- 映画原作ストリートファイターII シャドルー壊滅大作戦（坂井孝行）
  - ※作品解説は同作者の『正伝 ストリートファイターII V』のもの。
- ストII爆笑!!4コマギャグ外伝（橋口たかし）
- ナンジャ忍者!もんじゃくん（玉井たけし）
- みらくるドラクル（前田のえみ）
- 学校の怪談 霊界教室（青木たかお）
- かげきベイビー バーブー赤ちん（のむらしんぼ）
- エスパークス（山下高弘）
- 怪奇警察サイポリス（上山道郎）
- ザ・ケンカ（坂丘のぼる）
- 愛ど~るパンチ（よしかわ進）
- 滅びの魔光伝説（久間まさあき）
- ドラえもん（藤子・F・不二雄）
- ウメ星デンカ（藤子・F・不二雄）
- 書き下ろし
  - ぼくのコロコロまんが道（樫本学ヴ）
- 熱血!!コロコロ探偵団
  - ホビーまんが大特集!!
- 付録コミックス
  - やったね!ラモズくん（樫本学ヴ）
  - 爆走兄弟レッツ&ゴー!!（こしたてつひろ）

### Vol.10（1995年 - 1996年）（最終巻）
2008年1月25日（金曜日）発売。書き下ろし作品を除けばてんとう虫コミックスに所収されている作品が大半で、未コミックス化など掘り出し作品が他巻よりも少ない。また、直前までかとうひろしの『サイファー』が収録される予定であったが、最終的に未収録となった。
- 爆走兄弟レッツ&ゴー!!（こしたてつひろ）
- ゴーゴー!ゴジラッ!!マツイくん（河合じゅんじ）
- 学級王ヤマザキ（樫本学ヴ - 1995年連載作品）
- ポケットモンスター（穴久保幸作）
- 秘密警察ホームズ（原作：立神敦・漫画：犬木栄治 - 1998年10月号掲載）
- 星のカービィ デデデでプププなものがたり（ひかわ博一）
- 電人ファウスト（上山徹郎 - 1994年8月号掲載）
- グランダー武蔵（てしろぎたかし - 別冊1999年2月号掲載）
- カンニンGOOD（毛内浩靖 - 別冊1998年4月号掲載）
- 爆球連発!!スーパービーダマン（今賀俊 - 別冊1999年2月号掲載）
- おどろき!ももの木笑店街（松本しげのぶ - 別冊1997年8月号掲載）
- 貝造戦士ヤドカリくん（小野敏洋）
- ウホウホドンキーくん（須藤ゆみこ）
- ドラえもん（藤子・F・不二雄ー1978年掲載）
- 熱血!!まんが列伝 - 1997年以降の連載開始作品の紹介（超速スピナー・K-1 ダイナマイト・爆転シュート ベイブレード・機獣新世紀・ZOIDS・ビックリマン2000・コロッケ!・ドラベース ドラえもん超野球外伝・ロックマンエグゼ・うちゅう人 田中太郎・デュエル・マスターズ・ぼくはガリレオなど）
- 完結記念 爆笑ギャグライブスペシャル
  - 絶体絶命でんぢゃらすじーさん（曽山一寿 - 2001年12月号掲載）
  - ケシカスくん（村瀬範行 - 2004年6月号掲載）
- 書き下ろしスペシャルインタビュー
  - よしりん熱く語る!!（小林よしのり）
- 熱血!!コロコロ探偵団
  - インパクトまんが大特集!!
- 付録コミックス
  - 学級王ヤマザキ（樫本学ヴ）
  - スーパーボンバーマン（むさしのあつし）

## My First BIG コロコロ30周年シリーズ
『熱血!!コロコロ伝説』の刊行にあわせて展開、刊行したいわゆるコンビニコミック。全19巻。「熱血!!コロコロ伝説公式サイト」では、「My First コロコロ伝説」という名称が主に使われている。略称は「MFC」である
カバーは無く、B6判・196頁（表1 - 表4）・定価300円（税込）でそろえられており、作品ごとのベストセレクション形式となっている。ただし一部例外として同作者のてんとう虫コミックス未収録作品が特別収録されることもあり、これは本のメインタイトルの未収録作品だけではなく、同作者の別作品の場合もある。この場合、誌面の記事でメインタイトル作品と関連付けて掲載される。
- 上流階級ギャグ おぼっちゃまくん ありがたまきん!友だちんこ!!編（MFCおぼっちゃまくん第1集） 小林よしのり
  - 2007年8月17日（金曜日）発売 MFC第1弾 ISBN 978-4-09-108676-1
- ゲームセンターあらし 戦え!ゲーム戦士あらし編 すがやみつる
  - 2007年8月17日（金曜日）発売 MFC第1弾 ISBN 978-4-09-108677-8
  - 特別収録作品 てんとう虫コミックス未収録 『幻の第一作』（31頁）
- 上流階級ギャグ おぼっちゃまくん 華麗なる御坊一族ぶぁい!!編（MFCおぼっちゃまくん第2集） 小林よしのり
  - 2007年9月21日（金曜日）発売 MFC第2弾 ISBN 978-4-09-108687-7
- とどろけ!一番 「受験は格闘技だ!!」編 のむらしんぼ
  - 2007年9月21日（金曜日）発売 MFC第2弾 ISBN 978-4-09-108688-4
  - 特別収録作品 てんとう虫コミックス未収録 『熱血ヨーヨー戦士 電撃タケル』 呪いのヨーヨー鬼の巻 （31頁）
- 炎の闘球児ドッジ弾平 弾平vs.大河、完全決着!編 こしたてつひろ
  - 2007年10月19日（金曜日）発売 MFC第3弾 ISBN 978-4-09-108701-0
  - 特別収録作品 てんとう虫コミックス未収録 『幻の完結編 大河との決着』（36頁）
- 上流階級ギャグ おぼっちゃまくん 裏山鹿〜!!ゴージャスライフ!!編（MFCおぼっちゃまくん第3集） 小林よしのり
  - 2007年10月19日（金曜日）発売 MFC第3弾 ISBN 978-4-09-108702-7
- いなかっぺ大将 大ちゃんが日本の元気だス!!編 川崎のぼる
  - 2007年11月22日（金曜日）発売 MFC第4弾 ISBN 978-4-09-108717-1
  - 特別収録作品 てんとう虫コミックス未収録 『〈ニャンコ先生登場編 幻の未収録オリジナル版〉 ニャンコ先生との出会いの巻』（28頁）
- ザ・ウルトラマン 死闘!ジャッカル対ウルトラ兄弟!!編 内山まもる
  - 2007年11月22日（金曜日）発売 MFC第4弾 ISBN 978-4-09-108718-8
  - 特別収録作品 てんとう虫コミックス未収録 『ウルトラマンA ウルトラ5兄弟VSヤプール人』（31頁）
- ダッシュ!四駆郎 ホライゾンの彼方へ!!編 徳田ザウルス
  - 特別収録作品 『ザウルス迷作童話 はだかの王様』（4頁）
  - 2007年12月21日（金曜日）発売 MFC第5弾 ISBN 978-4-09-108732-4
- 爆走兄弟レッツ＆（エンド）ゴー!! (Let's&Go!!) 激走!!豪＆マグナム編（MFC爆走兄弟レッツ＆ゴー!!第1集）こしたてつひろ
  - 2007年12月21日（金曜日）発売 MFC第5弾 ISBN 978-4-09-108733-1
  - 特別収録作品 完全描き下ろし新作 『爆誕!バイソンマグナムの巻』（43頁）
- 爆走兄弟レッツ＆（エンド）ゴー!! (Let's&Go!!) 飛翔!!烈＆ソニック編（MFC爆走兄弟レッツ＆ゴー!!第2集）こしたてつひろ
  - 2008年1月18日（金曜日）発売 MFC第6弾 ISBN 978-4-09-108748-5
  - 特別収録作品 完全描き下ろし新作 『駆けろ!ロデオソニックの巻』（33頁）
- 学級王ヤマザキ アホベスト! Super Best Selection! ［おっパイよー＆パイなら!!編］（MFC学級王ヤマザキ第1集）樫本学ヴ
  - 2008年1月18日（金曜日）発売 MFC第6弾 ISBN 978-4-09-108749-2
- あまいぞ!男吾 オレ!あばれ小学生!!編 Moo.念平
  - 2008年2月15日（金曜日）発売 MFC第7弾 ISBN 978-4-09-108766-9
  - 特別収録作品 てんとう虫コミックス未収録 『山奥妖怪小学校』（32頁）
- つるピカハゲ丸 セコベスト・セレクション!! ［つるセコは地球を救う!!編］（MFCつるピカハゲ丸第1集 テーマ別・頁ごと抜粋収録）のむらしんぼ
  - 2008年2月15日（金曜日）発売 MFC第7弾 ISBN 978-4-09-108767-6
  - 特別収録作品 てんとう虫コミックス未収録 『つるピカハゲ丸21 TSURUPIKA HAGEMARU 21』（33頁）
- 上流階級ギャグ おぼっちゃまくん ［人生楽ありゃ ぶぁいYAIYAI!!編］（MFCおぼっちゃまくん第4集）小林よしのり
  - 2008年3月21日（金曜日）発売 MFC第8弾 ISBN 978-4-09-108783-6
- アオベスト! Hyper Best Selection! 学級王ヤマザキ ［パイこそはすべて!!編］（MFC学級王ヤマザキ第2集）樫本学ヴ
  - 2008年3月21日（金曜日）発売 MFC第8弾 ISBN 978-4-09-108784-3
- つるピカハゲ丸 つるベスト・セレクション!! ［「もうけたぜ〜っ!!」は愛の言葉］編 （MFCつるピカハゲ丸第2集 テーマ別・頁ごと抜粋収録）のむらしんぼ
  - 2008年4月25日（金曜日）発売 MFC第9弾 ISBN 978-4-09-108799-7
  - 特別収録作品 てんとう虫コミックス未収録 『つるピカハゲ丸21 TSURUPIKA HAGEMARU 21（18頁）』
- 上流階級ギャグ おぼっちゃまくん ［黄金週間はへけけっしゅ!!編］（MFCおぼっちゃまくん第5集）小林よしのり
  - 2008年4月25日（金曜日）発売 MFC第9弾 ISBN 978-4-09-108801-7
- 上流階級ギャグ おぼっちゃまくん ［みんでム〜ンな学園天国ぶぁい!!編］（MFCおぼっちゃまくん第6集）小林よしのり
  - 2008年5月16日（金曜日）発売 MFC第10弾 ISBN 978-4-09-108816-1

## My First BIG Special コロコロ30周年シリーズ
通称「My First コロコロ伝説 スペシャル「熱血!!コロコロ伝説 テーマ別アンソロジー」」。「MFC」に引き続き刊行された「コンビニコミック」。通常の「MFC」よりも頁数が増え260頁（表1 - 表4）に、定価400円（税込）になっている。作品ごとではなく各巻テーマ別に纏められている、全3巻。

### ［熱血!!ホビーまんが傑作選］
- 2008年6月20日（金曜日）発売 MFCスペシャル 熱血!!コロコロ伝説 テーマ別アンソロジー第1弾 ISBN 978-4-09-108834-5
- ミニ四駆やハイパーヨーヨー等のホビー物を原作とした漫画を収録。

#### 収録作品
- 『ファミコンロッキー』 GO!スパルタン必殺拳!! （42頁） あさい もとゆき
- 『ゼロヨンQ太』 図書館にまんがを!! （31頁） 池田 淳一
- 『ダッシュ!四駆郎』 不滅のF-1スピリットの巻 （41頁） 徳田 ザウルス
- 『釣りバカ大将』 モンスター魚（フィッシュ）大作戦 （32頁） 桜多 吾作
- 『超速スピナー』 ―外伝― ヨーヨーきもだめし （31頁） 橋口 隆志
- 『3D甲子園プラコン大作』 2100年マイ・ロボット （31頁） たかや 健二
- 『ゾイド創世紀』 （31頁） てんとう虫コミックス未収録 おち よしひこ

### ［恐愕!!トラウマまんが傑作選］
- 2008年7月18日（金曜日）発売 MFCスペシャル 熱血!!コロコロ伝説 テーマ別アンソロジー第2弾 ISBN 978-4-09-108835-2
- ホラー系の作品を収録。

#### 収録作品
- 『怪奇恐怖劇場 蛙少年・ガマのたたり』 （26頁） てんとう虫コミックス未収録 よしかわ 進
- 『怪奇恐怖劇場 地獄の招待状』 （26頁） てんとう虫コミックス未収録 槇村 ただし
- 『呪い猫の恐怖』 （30頁） てんとう虫コミックス未収録 かたおか 徹治
- 『霊界教室』 学校の七不思議 （24頁） 青木 孝夫
- 『ザ☆超能力』 大解明!カッパの謎 （15頁） あすか あきお
- 『サイファー』第1話 始まり （42頁）、 第3話 仲間 （31頁） かとう ひろし
- 『魔界ゾンべえ』 ホラー大集合!! （14頁） 玉井 たけし
- 『実録 サッカー戦士』 （36頁） てんとう虫コミックス未収録 小林 辰禎

### ［進撃!!合体まんが傑作選］
- 2008年8月22日（金曜日）発売 MFCスペシャル 熱血!!コロコロ伝説 テーマ別アンソロジー第3弾 ISBN 978-4-09-108859-8
- 月刊コロコロコミックおよび別冊コロコロコミックで連載されていた漫画のクロスオーバー作品を収録。

#### 収録作品
- 『コンバット弾 史上最大の決戦』 （98頁） たなか てつお、斎藤 栄一、たかや 健二、池田 淳一
- 『超人キンタマン対金メダルマン』 （15頁） てんとう虫コミックス未収録 立石 圭太、勝木 一嘉
- 『スペシャルギャグウォーズ』 （24頁） てんとう虫コミックス未収録 立石 圭太、のむら しんぼ、ぜん きよし、はちの やすひこ、片倉 陽二、田中 道明、勝木 一嘉
- 『スペシャルヒーローウォーズ 銀河帝国の決戦』 （98頁） たなか てつお、たかや 健二、池田 淳一、大林 かおる、小林 たつよし、すがや みつる
- 『ヒーロースペシャル2008』 （10頁）描きおろし のむら しんぼ、すがや みつる、たなか てつお、ながい のりあき、立石 佳太、たかや 健二、勝木 一嘉、大林 かおる

## コロコロコミックアーカイブズ
『コロコロコミック』創刊30周年企画の延長線上の企画として「コミックパーク 小学館オンデマンド」よりコロコロコミックアーカイブズと題して、絶版となっているてんとう虫コミックス作品のオンデマンド出版が行われており、2018年5月時点で、『月刊コロコロコミック』『別冊コロコロコミック』掲載作品は58作品が発売されていた。
130mmx188mmサイズでカバーは無く、表紙はコミックパーク共通のデザインで、てんとう虫コミックス版の表紙を小さく中央にプリントした物。各巻の収録内容は基本的にてんとう虫コミックス版に準拠するが、「ファミコンロッキー」第9巻や「GO!GO! ミニ四ファイター」全3巻など、一部の作品はてんとう虫コミックス未収録エピソードも追加収録された。値段は1巻税込972円であるが、「GO!GO! ミニ四ファイター」のみ1巻税込み1,080円である。また、作品ごとの全巻セット販売も行われていた。
その後、コミックパークは2022年9月20日をもって終了した。

## 関連書籍
定本 コロコロ爆伝!!1977-2009『コロコロコミック』全史
（2009年5月30日（土曜日）発売、渋谷直角･編、飛鳥新社 発行、ISBN 978-487031-914-1）
小学館も協力している『コロコロコミック』創刊時から近年までの公認資料本。『コロコロ』の歴史年表や『コロコロ』の直接の関係者はもちろん、『コロコロ』を意識していたという集英社、週刊少年ジャンプ元編集長・現取締役鳥嶋和彦のインタビューなどを多数収録。熱血!!コロコロ伝説公式ブログ『熱血!!コロコロ伝説』編集部〔激〕日記でも紹介されている。